# Speedcubing-Weltmeisterschaften 2011
Die 6. Speedcubing-Weltmeisterschaften wurden vom 14. bis 16. Oktober 2011 im Baiyoke Sky Hotel in Bangkok ausgetragen. 292 Teilnehmer aus 32 Ländern traten in 19 Disziplinen an.

## Weltrekorde
Folgende Weltrekorde wurden in diesem Turnier aufgestellt:
- Feliks Zemdegs in der Disziplin 4×4×4; 35,33 Sekunden (Durchschnitt)
- Feliks Zemdegs in der Disziplin 4×4×4; 35,22 (Durchschnitt)
- Feliks Zemdegs in der Disziplin 5×5×5; 59,27 Sekunden (Einzelergebnis)
- Feliks Zemdegs in der Disziplin 5×5×5; 1 Minuten 04,08 Sekunden (Durchschnitt)
- Feliks Zemdegs in der Disziplin 5×5×5; 56,22 Sekunden (Einzelergebnis)
- Feliks Zemdegs in der Disziplin 5×5×5; 59,94 Sekunden (Durchschnitt)
- Michał Pleskowicz in der Disziplin 3×3×3 einhändig; 13,57 Sekunden (Durchschnitt)
- Javier Tirado Ortiz in der Disziplin Clock; 5,83 Sekunden (Einzelergebnis)
- Marcell Endrey in der Disziplin 3×3×3 Multi-Blind; 19/19 53 Minuten 48 Sekunden (Einzelergebnis)

## Ergebnisse
Im Folgenden sind die ersten drei Plätze in den jeweiligen Disziplinen aufgelistet (Das entscheidende Ergebnis ist fett hervorgehoben):

### 3×3×3
| Platz | Teilnehmer        | Durchschnittszeit in Sekunden | Zeiten aller Lösungsversuche in Sekunden | Zeiten aller Lösungsversuche in Sekunden | Zeiten aller Lösungsversuche in Sekunden | Zeiten aller Lösungsversuche in Sekunden | Zeiten aller Lösungsversuche in Sekunden |
| ----- | ----------------- | ----------------------------- | ---------------------------------------- | ---------------------------------------- | ---------------------------------------- | ---------------------------------------- | ---------------------------------------- |
| 1.    | Michał Pleskowicz | 8,65                          | 8,94                                     | 7,68                                     | 8,41                                     | 8,72                                     | 8,83                                     |
| 2.    | Rowe Hessler      | 9,56                          | 8,52                                     | 8,77                                     | 10,61                                    | 10,02                                    | 9,90                                     |
| 3.    | Feliks Zemdegs    | 9,58                          | 9,21                                     | 9,46                                     | 11,55                                    | 10,06                                    | 9,13                                     |

### 2×2×2
| Platz | Teilnehmer             | Durchschnittszeit in Sekunden | Zeiten aller Lösungsversuche Sekunden | Zeiten aller Lösungsversuche Sekunden | Zeiten aller Lösungsversuche Sekunden | Zeiten aller Lösungsversuche Sekunden | Zeiten aller Lösungsversuche Sekunden |
| ----- | ---------------------- | ----------------------------- | ------------------------------------- | ------------------------------------- | ------------------------------------- | ------------------------------------- | ------------------------------------- |
| 1.    | Feliks Zemdegs         | 2,71                          | 2,72                                  | 2,81                                  | 1,91                                  | 2,59                                  | 4,46                                  |
| 2.    | Michał Pleskowicz      | 2,74                          | 2,75                                  | 1,61                                  | 2,68                                  | 4,33                                  | 2,78                                  |
| 3.    | Nipat Charoenpholphant | 2,89                          | 3,15                                  | 1,72                                  | 2,81                                  | 3,22                                  | 2,71                                  |

### 4×4×4
| Platz | Teilnehmer        | Durchschnittszeit in Sekunden | Zeiten aller Lösungsversuche in Sekunden | Zeiten aller Lösungsversuche in Sekunden | Zeiten aller Lösungsversuche in Sekunden | Zeiten aller Lösungsversuche in Sekunden | Zeiten aller Lösungsversuche in Sekunden |
| ----- | ----------------- | ----------------------------- | ---------------------------------------- | ---------------------------------------- | ---------------------------------------- | ---------------------------------------- | ---------------------------------------- |
| 1.    | Feliks Zemdegs    | 35,22                         | 33,33                                    | 38,71                                    | 33,28                                    | 33,63                                    | 39,33                                    |
| 2.    | Giovanni Contardi | 36,38                         | 39,15                                    | 40,91                                    | 35,75                                    | 34,25                                    | 31,21                                    |
| 3.    | Mats Valk         | 40,60                         | 39,50                                    | 40,40                                    | 36,47                                    | 41,91                                    | 44,52                                    |

### 5×5×5
| Platz | Teilnehmer     | Durchschnittszeit in Minuten:Sekunden | Zeiten aller Lösungsversuche in Minuten:Sekunden | Zeiten aller Lösungsversuche in Minuten:Sekunden | Zeiten aller Lösungsversuche in Minuten:Sekunden | Zeiten aller Lösungsversuche in Minuten:Sekunden | Zeiten aller Lösungsversuche in Minuten:Sekunden |
| ----- | -------------- | ------------------------------------- | ------------------------------------------------ | ------------------------------------------------ | ------------------------------------------------ | ------------------------------------------------ | ------------------------------------------------ |
| 1.    | Feliks Zemdegs | 59,94                                 | 59,59                                            | 58,41                                            | 1:01,81                                          | 1:05,40                                          | 56,22                                            |
| 2.    | Dan Cohen      | 1:09,40                               | 1:09,68                                          | 1:11,30                                          | 1:14,66                                          | 1:07,21                                          | 57,44                                            |
| 3.    | Yu Nakajima    | 1:11,00                               | 1:10,86                                          | 1:11,93                                          | 1:10,22                                          | 58,53                                            | 1:13,58                                          |

### 6×6×6
| Platz | Teilnehmer     | Durchschnittszeit in Minuten:Sekunden | Zeiten aller Lösungsversuche in Minuten:Sekunden | Zeiten aller Lösungsversuche in Minuten:Sekunden | Zeiten aller Lösungsversuche in Minuten:Sekunden |
| ----- | -------------- | ------------------------------------- | ------------------------------------------------ | ------------------------------------------------ | ------------------------------------------------ |
| 1.    | Feliks Zemdegs | 2:09,29                               | 2:14,69                                          | 2:10,84                                          | 2:02,33                                          |
| 2.    | Dan Cohen      | 2:30,55                               | 2:41,22                                          | 2:30,35                                          | 2:20,09                                          |
| 3.    | Bence Barát    | 2:32,29                               | 2:45,44                                          | 2:16,75                                          | 2:34,69                                          |

### 7×7×7
| Platz | Teilnehmer     | Durchschnittszeit in Minuten:Sekunden | Zeiten aller Lösungsversuche in Minuten:Sekunden | Zeiten aller Lösungsversuche in Minuten:Sekunden | Zeiten aller Lösungsversuche in Minuten:Sekunden |
| ----- | -------------- | ------------------------------------- | ------------------------------------------------ | ------------------------------------------------ | ------------------------------------------------ |
| 1.    | Bence Barát    | 3:37,75                               | 3:46,15                                          | 3:33,58                                          | 3:33,53                                          |
| 2.    | Kevin Hays     | 3:46,99                               | 3:37,52                                          | 3:51,19                                          | 3:52,27                                          |
| 3.    | Feliks Zemdegs | 3:54,41                               | 3:53,27                                          | 3:47,47                                          | 4:02,50                                          |

### 3×3×3 Blind
| Platz | Teilnehmer                 | Durchschnittszeit in Sekunden | Zeiten aller Lösungsversuche in Sekunden | Zeiten aller Lösungsversuche in Sekunden | Zeiten aller Lösungsversuche in Sekunden |
| ----- | -------------------------- | ----------------------------- | ---------------------------------------- | ---------------------------------------- | ---------------------------------------- |
| 1.    | Zane Carney                | 37,16                         | 41,55                                    | 38,52                                    | 31,41                                    |
| 2.    | Yuhui Xu                   | DNF                           | 31,91                                    | DNF                                      | DNF                                      |
| 3.    | Muhammad Iril Khairul Anam | DNF                           | 36,71                                    | DNF                                      | DNF                                      |

### 3×3×3Fewest Moves
| Platz | Teilnehmer       | Ergebnis |
| ----- | ---------------- | -------- |
| 1.    | Sébastien Auroux | 28       |
| 2.    | Daniel Sheppard  | 29       |
| 2.    | Milán Baticz     | 29       |

### 3×3×3 einhändig
| Platz | Teilnehmer             | Durchschnittszeit in Sekunden | Zeiten aller Lösungsversuche in Sekunden | Zeiten aller Lösungsversuche in Sekunden | Zeiten aller Lösungsversuche in Sekunden | Zeiten aller Lösungsversuche in Sekunden | Zeiten aller Lösungsversuche in Sekunden |
| ----- | ---------------------- | ----------------------------- | ---------------------------------------- | ---------------------------------------- | ---------------------------------------- | ---------------------------------------- | ---------------------------------------- |
| 1.    | Arifumi Fushimi        | 15,56                         | 15,05                                    | 13,19                                    | 18,40                                    | 17,15                                    | 14,47                                    |
| 2.    | Yumu Tabuchi           | 15,57                         | 15,02                                    | 13,97                                    | 17,55                                    | 15,78                                    | 15,91                                    |
| 3.    | Nipat Charoenpholphant | 15,93                         | 19,08                                    | 16,19                                    | 15,84                                    | 14,86                                    | 15,75                                    |

### Clock
| Platz | Teilnehmer          | Durchschnittszeit in Sekunden | Zeiten aller Lösungsversuche in Sekunden | Zeiten aller Lösungsversuche in Sekunden | Zeiten aller Lösungsversuche in Sekunden | Zeiten aller Lösungsversuche in Sekunden | Zeiten aller Lösungsversuche in Sekunden |
| ----- | ------------------- | ----------------------------- | ---------------------------------------- | ---------------------------------------- | ---------------------------------------- | ---------------------------------------- | ---------------------------------------- |
| 1.    | Daniel Sheppard     | 7,51                          | 9,00                                     | 6,50                                     | 7,71                                     | 6,16                                     | 8,31                                     |
| 2.    | Javier Tirado Ortiz | 7,71                          | 8,55                                     | 5,83                                     | 7,68                                     | 6,90                                     | 13,46                                    |
| 3.    | Yu Sajima           | 7,98                          | 8,18                                     | 6,16                                     | 8,68                                     | 10,47                                    | 7,09                                     |

### Megaminx
| Platz | Teilnehmer          | Durchschnittszeit in Sekunden | Zeiten aller Lösungsversuche in Minuten:Sekunden | Zeiten aller Lösungsversuche in Minuten:Sekunden | Zeiten aller Lösungsversuche in Minuten:Sekunden | Zeiten aller Lösungsversuche in Minuten:Sekunden | Zeiten aller Lösungsversuche in Minuten:Sekunden |
| ----- | ------------------- | ----------------------------- | ------------------------------------------------ | ------------------------------------------------ | ------------------------------------------------ | ------------------------------------------------ | ------------------------------------------------ |
| 1.    | Simon Westlund      | 51,23                         | 5,40                                             | 49,30                                            | 51,86                                            | 52,52                                            | 46,69                                            |
| 2.    | Bálint Bodor        | 52,10                         | 47,25                                            | 43,18                                            | 56,77                                            | 52,58                                            | 56,47                                            |
| 3.    | Oscar Roth Andersen | 56,44                         | 54,91                                            | 58,56                                            | 55,72                                            | 1:03,03                                          | 55,05                                            |

### Pyraminx
| Platz | Teilnehmer          | Durchschnittszeit in Sekunden | Zeiten aller Lösungsversuche in Sekunden | Zeiten aller Lösungsversuche in Sekunden | Zeiten aller Lösungsversuche in Sekunden | Zeiten aller Lösungsversuche in Sekunden | Zeiten aller Lösungsversuche in Sekunden |
| ----- | ------------------- | ----------------------------- | ---------------------------------------- | ---------------------------------------- | ---------------------------------------- | ---------------------------------------- | ---------------------------------------- |
| 1.    | Jules Desjardin     | 4,67                          | 3,72                                     | 4,05                                     | 8,31                                     | 4,80                                     | 5,15                                     |
| 2.    | Oscar Roth Andersen | 4,75                          | 3,55                                     | 2,83                                     | DNF                                      | 6,13                                     | 4,58                                     |
| 3.    | Yohei Oka           | 4,78                          | 3,25                                     | 4,33                                     | 5,05                                     | DNF                                      | 4,96                                     |

### Square-1
| Platz | Teilnehmer      | Durchschnittszeit in Sekunden | Zeiten aller Lösungsversuche in Sekunden | Zeiten aller Lösungsversuche in Sekunden | Zeiten aller Lösungsversuche in Sekunden | Zeiten aller Lösungsversuche in Sekunden | Zeiten aller Lösungsversuche in Sekunden |
| ----- | --------------- | ----------------------------- | ---------------------------------------- | ---------------------------------------- | ---------------------------------------- | ---------------------------------------- | ---------------------------------------- |
| 1.    | Dan Cohen       | 16,42                         | 17,78                                    | 15,68                                    | 14,50                                    | 15,81                                    | 20,30                                    |
| 2.    | Mats Valk       | 20,44                         | 21,33                                    | 26,91                                    | 15,69                                    | 17,30                                    | 22,68                                    |
| 3.    | Takao Hashimoto | 21,72                         | 26,71                                    | 21,58                                    | 16,11                                    | 24,58                                    | 19,00                                    |

### 4×4×4 Blind
| Platz | Teilnehmer     | Zeiten aller Lösungsversuche in Minuten:Sekunden | Zeiten aller Lösungsversuche in Minuten:Sekunden |
| ----- | -------------- | ------------------------------------------------ | ------------------------------------------------ |
| 1.    | Aldo Feandri   | 5:52,50                                          | DNF                                              |
| 2.    | Chris Hardwick | 6:09,85                                          | DNF                                              |
| 3.    | Simon Westlund | DNF                                              | 9:47,69                                          |

### 5×5×5 Blind
| Platz | Teilnehmer                 | Zeiten aller Lösungsversuche in Minuten:Sekunden | Zeiten aller Lösungsversuche in Minuten:Sekunden |
| ----- | -------------------------- | ------------------------------------------------ | ------------------------------------------------ |
| 1.    | Chris Hardwick             | 17:48,00                                         | 15:06,00                                         |
| 2.    | Muhammad Iril Khairul Anam | 18:04,00                                         | DNF                                              |
| 3.    | Daniel Sheppard            | DNF                                              | 20:45,00                                         |

### 3×3×3 Multi-Blind
| Platz | Teilnehmer      | Ergebnis (Zeit in Minuten:Sekunden) |
| ----- | --------------- | ----------------------------------- |
| 1.    | Marcell Endrey  | 19/19 53:48                         |
| 2.    | Zane Carney     | 19/21 49:56                         |
| 3.    | Daniel Sheppard | 13/17 58:00                         |

### 3×3×3 mit Füßen
| Platz | Teilnehmer          | Durchschnittszeit in Sekunden | Zeiten aller Lösungsversuche in Sekunden | Zeiten aller Lösungsversuche in Sekunden | Zeiten aller Lösungsversuche in Sekunden |
| ----- | ------------------- | ----------------------------- | ---------------------------------------- | ---------------------------------------- | ---------------------------------------- |
| 1.    | Henrik Buus Aagaard | 43,05                         | 46,68                                    | 42,03                                    | 40,43                                    |
| 2.    | Tong Boonrod        | 44,59                         | 41,59                                    | 45,93                                    | 46,25                                    |
| 3.    | Renhard Julindra    | 47,59                         | 42,80                                    | 45,18                                    | 54,78                                    |

### Magic
| Platz | Teilnehmer          | Durchschnittszeit in Sekunden | Zeiten aller Lösungsversuche in Sekunden | Zeiten aller Lösungsversuche in Sekunden | Zeiten aller Lösungsversuche in Sekunden | Zeiten aller Lösungsversuche in Sekunden | Zeiten aller Lösungsversuche in Sekunden |
| ----- | ------------------- | ----------------------------- | ---------------------------------------- | ---------------------------------------- | ---------------------------------------- | ---------------------------------------- | ---------------------------------------- |
| 1.    | Bálint Bodor        | 0,93                          | 0,91                                     | 0,93                                     | 0,94                                     | 0,88                                     | DNF                                      |
| 2.    | Cornelius Dieckmann | 1,00                          | 1,00                                     | 1,02                                     | 1,03                                     | 0,97                                     | 0,93                                     |
| 3.    | Máté Horváth        | 1,06                          | 1,06                                     | 1,15                                     | 1,05                                     | 1,06                                     | 1,03                                     |

### Master Magic
| Platz | Teilnehmer        | Durchschnittszeit in Sekunden | Zeiten aller Lösungsversuche in Sekunden | Zeiten aller Lösungsversuche in Sekunden | Zeiten aller Lösungsversuche in Sekunden | Zeiten aller Lösungsversuche in Sekunden | Zeiten aller Lösungsversuche in Sekunden |
| ----- | ----------------- | ----------------------------- | ---------------------------------------- | ---------------------------------------- | ---------------------------------------- | ---------------------------------------- | ---------------------------------------- |
| 1.    | Máté Horváth      | 2,21                          | 2,25                                     | 2,19                                     | 2,08                                     | 2,81                                     | 2,18                                     |
| 2.    | Yoshiaki Hirayama | 2,43                          | 2,31                                     | 2,71                                     | 2,27                                     | 2,27                                     | 2,80                                     |
| 3.    | Milán Baticz      | 2,71                          | 2,34                                     | 2,13                                     | 3,66                                     | 4,22                                     | 2,13                                     |